# Estação Trinidad
A Estação Trinidad é uma das estações do Metrô de Santiago, situada em Santiago, entre a Estação Rojas Magallanes e a Estação San José de la Estrella. Faz parte da Linha 4.
Foi inaugurada em 30 de novembro de 2005. Localiza-se no cruzamento da Avenida Vicuña Mackenna com a Avenida Trinidad. Atende a comuna de La Florida.